# Clase Pohang (corbeta)
Las corbetas de la Clase Pohang (en coreano: 포항급 초계함 Hanja: 浦項級哨戒艦) son una clase de buques multipropósito, operadas por la Armada de la República de Corea. Han sido empleadas como buques de defensa costera a fines de la guerra entre occidente/oriente y con posterioridad a dicho periodo. Un total de 24 buques de la clase fueron construidas, todas ellas en Corea del Sur. 18 navíos permanecen en servicio.